# Abder
Abder (grč. Ἄβδηρος, Ábdēros, lat. Abderus) bio je sin boga Hermesa i prijatelj najvećeg junaka grčkih mitova: Herakla.

## Mitologija
Sudjelovao je s Heraklom u pohodu u Trakiju da mu pomogne ispuniti jedan od dvanaest zadataka
koje je dobio od mikenskog kralja Euristeja. Ovaj zadatak je bio da dovede divlje konje bistonskog kralja Diomeda koji su se hranili ljudskim mesom.
Heraklo je raskinuo željezne lance kojima su konji bili zavezani i izvanrednom ih snagom doveo do svoje lađe. Kad ih je htio ukrcati, pojavio se kralj Diomed sa svojom vojskom te ih je htio u tome spriječiti.
Heraklo je povjerio konje Abderu i upustio se u borbu s Diomedom. Pošlo mu je za rukom pobijediti Diomeda i ubiti ga, ali kad se vratio svojoj lađi, vidio je da se Abder nije obranio od konja; našao ga je raskomadana.
Preostalo mu je da svom prijatelju iskaže posljednju počast: priredio mu je dostojanstveni pogreb i na mjestu njegove pogibije utemeljio grad koji se po njemu nazvao Abdera. Proslavio se u povijesti kao rodno mjesto filozofa Demokrita i Protagore.